# Justice est faite (roman)
Justice est faite est le huitième roman de Jean Meckert publié en 1954 dans la collection Blanche des Éditions Gallimard.
Il s’agit de la novélisation du scénario écrit par André Cayatte et Charles Spaak pour le film homonyme.

## Éditions
- 1954 : collection Blanche, Éditions Gallimard[1]
- 2008 : collection Arcanes,  Éditions Joëlle Losfeld[2]

## Sources
- Polar revue trimestrielle no 16, octobre 1995